# Дазинберр, Эдуард
Эдуард Дазинберр (англ. Edward Dusinberre; род. 1968, Лимингтон-Спа) — британский скрипач.
Окончил Королевский музыкальный колледж в Лондоне (ученик Феликса Андриевского), затем учился в Джульярдской школе у Дороти Делэй и Петра Милевского.
Известен прежде всего как первая скрипка Квартета Такача, в 1993 году заменивший в коллективе его основателя Габора Такача-Надя. В составе квартета удостоен ряда значительных музыкальных премий, в том числе премии Грэмми за запись квартетов Людвига ван Бетховена (2003). Дазинберр считается инициатором появления в программе ансамбля неожиданных концертов с подключением литературного текста — в частности, вечеров с участием поэта Роберта Пинского и композиции по роману Филипа Рота «Обыкновенный человек», в которой отрывки романа в исполнении Филипа Сеймура Хоффмана сочетаются с музыкой Арво Пярта и Филипа Гласса.
Образ жизни современного состава квартета и взаимоотношения между музыкантами описаны в статье Дазинберра, опубликованной в Financial Times и Los Angeles Times.